# Ван Якобсон
Ван Якобсон (англ. Van Jacobson) — один з основних розробників стека протоколів TCP/IP, які стали технологічною базою сьогоднішньої мережі Інтернет. Здобув популярність як дослідник питань продуктивності та масштабування мереж.

## Біографія
У 2000-ні роки очолював відділ досліджень в Cisco Systems і групу в галузі досліджень мереж (англ. Network research group) в Національній лабораторії ім. Лоуренса в Берклі. З серпня 2006 працює в PARC як дослідник, а також очолює відділ досліджень в компанії Packet Design в комплексі що є сусідом Xerox .

## Праці
Праці Якобсона з перепроектування алгоритмів контролю потоків в TCP/IP, зокрема створення алгоритму, відомому як «алгоритм Якобсона», допомогли мережі Інтернет уникнути колапсу при значному зростанні трафіку в 1988–1989 роки. Також Якобсон відомий завдяки створенню протоколу стиснення заголовків (TCP/IP Header Compression protocol), описаного в RFC 1144, який головним чином був націлений на поліпшення продуктивності на низькошвидкісних з'єднаннях, технологія, що була застосована в протоколі стала відома як метод стиснення заголовків TCP/IP Якобсона. Крім того, він став одним із співавторів декількох широко використовуваних інструментів для діагностики мереж, як, наприклад, traceroute, pathchar і tcpdump.
У січні 2006 року на конференції Linux.conf.au Якобсон презентував нову ідею про поліпшення продуктивності мереж, яка стала згадуватися як мережеві канали (англ. network channels).

## Нагороди
У 2001 році отримав нагороду SIGCOMM Award від Асоціації обчислювальної техніки, у 2003 році — Премію в галузі комп'ютерів і комунікацій імені Кодзі Кобаясі від Інституту інженерів електротехніки та електроніки, а також був обраний до Національної інженерної академії в 2006 році.